# Franz Czisch
Franz Czisch (* 1908 in Bamberg; † 1956 in Stuttgart) war ein deutscher Jurist, Kaufmann und Oberbürgermeister der Stadt Schwäbisch Gmünd.

## Leben
Der katholisch getaufte Czisch wurde in Bamberg als Sohn eines jüdischen Kaufmanns geboren. Er studierte wie seine Frau Katharina (1909–1999), die er 1934 in der Gmünder Franziskanerkirche heiratete, Rechtswissenschaften an den Universitäten in Freiburg im Breisgau, Köln und Berlin. Im nationalsozialistischen Deutschland durften Czisch {wegen seines jüdischen Vaters} und seine Frau {wegen ihrer früheren Mitgliedschaft in der Sozialistischen Studentenschaft} nicht als Juristen arbeiten; daher übernahm das Ehepaar die Gmünder Filiale der väterlichen Süßwarengeschäftekette.
Als sogenannter „Halbjude“ hatte Czisch während der Zeit des Nationalsozialismus mit diversen Repressionen zu kämpfen, konnte das Süßwarengeschäft aber erhalten. Im Sommer 1944 sollten er und seine Frau zum Zwangsarbeitseinsatz herangezogen werden, was durch ein ärztliches Zeugnis mit Hilfe des Arbeitsamts verhindert werden konnte. Auch der Befehl zur Arbeit am Westwall wurde aus gesundheitlichen Gründen nach kurzer Zeit aufgehoben. Dem Stellungsbefehl zum Volkssturm musste er dank der Hilfe von Freunden nicht nachkommen.
Nach dem Zweiten Weltkrieg engagierten sich Franz und besonders Katharina Czisch in der Vertriebenenhilfe. 1945 gehörte Czisch zu den Mitgründern der Schwäbisch Gmünder CDU, die Gründungsveranstaltung fand statt in der Fuggerei der Stadt. 1946 wurde Czisch durch den Gemeinderat zum Oberbürgermeister gewählt, da er nicht vorbelastet war. Wichtige Maßnahmen seiner Amtszeit waren die Entfernung des Kriegerdenkmals vom Gmünder Marktplatz und der Anschluss Gmünds an die Landeswasserversorgung über die bisweilen heute noch als „Czisch-Linie“ bekannte Leitung vom Rechberg.
Im Vorfeld der Oberbürgermeisterwahl 1948 kam es zu heftigen Anfeindungen gegen Czisch, die bis zu schweren Sachbeschädigungen und sozialer Isolation reichten. So wurde das Auto der Czischs in die Rems befördert und Scheiben wurden eingeschlagen. Bei der Wahl am 18. April siegte Czischs Amtsvorgänger Franz Konrad, der für die CDU angetreten war, fast mit einer Zweidrittelmehrheit. Die amerikanische Besatzungsbehörde verbot aber, dass Konrad, der während der Nazi-Zeit Oberbürgermeister Schwäbisch Gmünds gewesen war, das Amt antrat. In der Wahl am 24. Oktober 1948 stellte die CDU Hermann Kah auf, der mit großer Mehrheit erster direkt gewählter Oberbürgermeister wurde.
1956 zog Czisch mit der Familie nach Stuttgart. Dort starb er gegen Jahresende bei einem Verkehrsunfall. Trotz des ambivalenten Verhältnisses der Stadt zu Czisch wurden ihm einige wenige Ehrungen zuteil, so wurden die „Franz-Czisch-Straße“ in Schwäbisch Gmünd sowie der erstmals im April 2013 verliehene Franz und Katharina Czisch-Preis für Bürgercourage der Stadt Schwäbisch Gmünd nach ihm und seiner Frau benannt.
Franz und Katharina Czisch hatten fünf Kinder. Katharina Czisch war eine der Gründerinnen von terre des hommes Deutschland. An sie erinnert eine Gedenktafel am Haus, das früher den Süßwarenladen beherbergte.